# Marcel Remacle
Pour les articles homonymes, voir Remacle.
Marcel Remacle, né le 16 janvier 1926 à Namur (Wallonie) et mort le 16 décembre 1999 à Ohey (province de Namur), est un auteur belge francophone de bande dessinée humoristique, principalement connu pour les séries Le Vieux Nick et Barbe-Noire, Hultrasson et Bobosse.

## Biographie

### Jeunesse et débuts professionnels
Marcel Remacle naît le 16 janvier 1926 à Namur, en Belgique. Il réalise sa scolarité à l'athénée de Namur, où il est un élève médiocre, même en dessin. Ce qui ne l'empêche pas de s'intéresser très tôt à la peinture à l'huile. Dans sa jeunesse, il lit les périodiques L'Épatant et Pierrot, ainsi que des bandes dessinées comme Les Pieds nickelés et Félix le Chat. Le premier auteur qu'il aime est Hergé, plus tard, c'est Morris qu'il admire le plus, pour son sens du style et son habileté au pinceau. Après la Seconde Guerre mondiale, il décide d'arrêter l'école pour devenir coiffeur pour dames, afin de gagner de quoi vivre.
En 1946, il place son premier dessin dans la rubrique L'Esprit en Belgique du quotidien belge La Dernière Heure sous le pseudonyme de Ted Smedley. Il devient alors « cartoonist » et ses dessins sont publiés dans les magazines Le Moustique, Pourquoi Pas ?, L'Âne roux ou encore En marche. De ses premiers cartoons, Marcel Remacle dit qu'ils sont réalisés d'instinct et sans influence d'un style en particulier. Parallèlement, il doit continuer son métier de coiffeur, car ses dessins ne lui rapportent pas assez pour vivre. Il s'installe, chez ses parents, à Salzinnes, après un service militaire effectué au grade de caporal. En 1951, il rencontre sa future femme, Raymonde Vannemberck, avec qui il aura trois enfants. Pour l'épouser, il quitte ses parents pour emménager dans sa propre maison et inaugure son salon de coiffure.

### Les débuts chez Dupuis
En 1955, alors qu'il livre des dessins pour le journal Le Moustique, appartenant aux éditions Dupuis, il est remarqué par Charles Dupuis. Ce dernier le complimente, en lui disant qu'avec son talent il devrait pouvoir vivre de sa plume. Il est donc engagé dans l'entreprise comme lettreur, avec comme mission pendant un an de réaliser les phylactères en langue flamande des différentes publications de Dupuis. Ce travail lui permet de quitter le monde de la coiffure et surtout de faire la connaissance de nombreux futurs auteurs du journal Spirou comme Marcel Denis, Arthur Piroton, Louis Salvérius, Lambil et surtout Maurice Rosy qui dirige le studio de dessin. Il rêve de faire de la bande dessinée à temps plein et sa chance arrive avec la création par la famille Dupuis, d'un nouveau périodique baptisé Risque-Tout. Il y publie sa première histoire, un récit de quatre planches intitulé Le Mousquetaire, mettant en scène le personnage de Rouquinet, inspiré par le héros de comics Denis la Malice. Il doit alors se fondre dans le style graphique de la maison d'édition, tout en rondeur, dynamique et surtout caractérisé par le « gros nez ». Il dira que Morris, l'auteur de Lucky Luke, fut pour lui un « aimable conseiller ».

### Une première série: Bobosse
La deuxième histoire de Marcel Remacle pour le périodique Risque-Tout met en scène un petit chien appelé Bobosse, menacé par la fourrière de Trifouillis-la-Jolie. Cette histoire de quatre planches est publiée dans le no 19 du 29 mars 1956. Marcel Remacle qui aime beaucoup les dessins de Raymond Macherot, qui anime à la même époque la série Chlorophylle dans Tintin, dira avoir probablement été influencé par lui pour créer Bobosse. Risque-Tout disparaît rapidement et le journal Spirou, en manque de séries animalières, récupère Bobosse. Le 30 aout 1956, dans le no 959, après quelques gags publiés dans des numéros précédents, commence la première grande aventure de son héros en quarante planches. Intitulée La Forêt silencieuse, elle finit de paraître dans le no 979 du 17 janvier 1957, le synopsis est simple, Bobosse mène l'enquête pour retrouver des animaux capturés.
La première aventure de Bobosse est plutôt froidement accueillie par l'éditeur. Charles Dupuis n'est pas convaincu et le rédacteur en chef de Spirou, Yvan Delporte, trouve la série trop enfantine. Pour la redynamiser, il propose à Marcel Remacle de l'aider, en compagnie de Peyo, à écrire un scénario avec plus de gags et un rythme plus soutenu. La seconde histoire, intitulée Les Évadés de Trifouillis, est publiée du no 1020 au no 1038 entre octobre 1957 et mars 1958. Si le scénario s'améliore et donne lieu à une histoire sans temps morts et comportant de nombreux gags, le dessin reste maladroit, notamment lorsqu'il s'agit de représenter les animaux. Marcel Remacle doit se résoudre au fait qu'il n'est pas un dessinateur animalier.

### Reconversion dans la bande dessinée de pirates
La déception de Charles Dupuis avec Bobosse est à la hauteur des espoirs qu'il avait placés en Marcel Remacle. Il envisage même de le renvoyer de chez Dupuis et il faut l'intervention de Maurice Rosy pour le faire changer d'avis. Décidant de s'occuper de lui pour que sa deuxième chance soit la bonne, Maurice Rosy remarque un jour que Marcel Remacle s'amuse à dessiner un peu partout des pirates. Il lui suggère alors d'en faire une série. La piraterie est un thème encore peu exploité dans la bande dessinée de l'époque et les rares séries précédentes sont loin d'avoir marqué le genre. Malgré ça, Dupuis n'hésite pas à commander une histoire en quarante-quatre planches, le format standard des albums, preuve que du côté de la direction la confiance est revenue. Le héros principal, baptisé Nick, est un vieux bonhomme à la longue barbe blanche, coiffé d'un foulard noir et habillé d'une chemise verte. Cette première histoire, intitulée Pavillons noirs, se déroule pendant l'âge d'or de la piraterie. Elle met en place la série, avec le héros Nick, à la vigie en début de récit, qui se rebelle pour prendre la tête de l'équipage qui doit combattre les pirates qui terrorisent les habitants des îles Aladouzes.
Pour sa seconde histoire, intitulée Le Vaisseau du Diable et publiée dans Spirou à partir de l'automne 1958, Marcel Remacle bénéficie des conseils de Morris, l'auteur de Lucky Luke. Ce dernier lui recommande de travailler à l'instinct sans se poser de questions. Influencé par Morris, qui lui redonne confiance, Marcel Remacle change sa manière de dessiner en représentant ses personnages avec moins de rigueur, ainsi qu'en supprimant les détails superflus qui nuisent à la lisibilité de la planche et à la fluidité du récit. Ses progrès graphiques sont nettement visibles et l'empreinte de Morris sur Marcel Remacle restera visible jusqu'à la fin de sa carrière, notamment dans l'utilisation du noir pour transformer certains personnages et décors en simples silhouettes. Charles Dupuis, qui souhaite avoir ses dessinateurs au même endroit, lui demande de déménager à Bruxelles pour être à côté des bureaux de la maison d'édition et de la rédaction de Spirou, autre preuve qu'il considère désormais Marcel Remacle comme un auteur à part entière. Un peu plus d'un an après sa création, le Vieux Nick possède déjà, comme les autres héros du journal, sa figurine en latex articulé. Fruit d'une collaboration avec Morris, il est aussi adapté en jouet à monter, offert en supplément aux lecteurs de Spirou. La troisième histoire du Vieux Nick intitulée Les Mangeurs de citrons, est considérée comme l'une des meilleures de Marcel Remacle. Elle s'inspire de la mutinerie de la Bounty, pour y dénoncer les mauvais traitements et les conditions d'hygiène des marins de l'époque. Pour aérer ses planches et son trait, il passe de cinq à quatre bandes par planche, comme le lui a conseillé Morris.

### Un nouveau personnage appelé Barbe-Noire
En 1960, les éditions Dupuis publient, à quelques mois d'intervalle, les deux premières histoires du Vieux Nick en album. Le premier album, Pavillons noirs, est longtemps interdit de vente en France, car selon la censure il diffuse une image positive de la piraterie. Dans le quatrième récit du Vieux Nick, intitulé L'Île de la main ouverte et publié à partie du no 1145 du 24 mars 1960, Marcel Remacle crée dès la première planche, le personnage de Barbe-Noire. Le surnom de ce personnage est inspiré d'un pirate du XVIIIe siècle, mais rien dans son caractère ne laisse penser à la moindre ressemblance entre les deux. La référence du personnage de Marcel Remacle est plus à trouver du côté de Joe Dalton pour son côté colérique et hargneux, puis au fil des épisodes à Averell Dalton pour sa bêtise.
Marcel Remacle devient l'une des vedettes du journal Spirou. Il est mis à l'honneur par un article que lui consacre Robbedoes, l'équivalent néerlandophone de Spirou, où il est notamment question de sa documentation. En effet, Marcel Remacle ne lit pratiquement que des livres sur la marine, surtout à voile, alors qu'il n'a jamais fait de long voyage à travers les océans. Pour le no 1159 du 30 juin 1960 spécial vacances, il se voit confier par Morris, la réalisation d'une histoire parodique en deux planches intitulée Rapt au Far West, mettant en scène les Dalton. Marcel Remacle parvient à copier le style de l'auteur de Lucky Luke à la perfection, au point de tromper la vigilance des lecteurs de Spirou.
L'année 1960 est riche pour Marcel Remacle, puisqu'il publie aussi son premier mini-récit dans le no 1172 du 29 septembre 1960. Lancés quelques années auparavant, les mini-récits permettent aux auteurs débutants de pouvoir commencer dans le métier avec un premier projet sérieux. Il n'est pourtant pas rare que certains auteurs plus expérimentés s'y essayent pour changer un peu de la routine que représente leur série respective. Son premier mini-récit a pour titre L'Îlot mouvant et ne sort pas du registre maritime qui commence à caractériser les histoires de Marcel Remacle. Durant les cinq années suivantes, il publie au total neuf mini-récits de trente-deux planches chacun. Quatre sont repris pour être publiés dans le huitième album dans la collection « Gag de Poche ». Marcel Remacle figure même dans le mini-récit du no 1151, intitulé L'Encyclopédie Spirou et réalisé par Yvan Delporte.
La cinquième histoire du Vieux Nick, Les Mutinés de la Sémillante, est publiée du no 1183 (15 décembre 1960) au no 1204 (11 mai 1961). Marcel Remacle y crée un nouveau personnage qui marque la série : le grand-père de Barbe-Noire. Ce vieillard, que Barbe-Noire appellera toujours « Bon-Papa », aide son petit-fils à s'évader du bagne où ce dernier a été enfermé à perpétuité après avoir été capturé par le Vieux Nick. Le pirate perdra rapidement sa férocité et formera désormais avec son grand-père un duo comique : c'est Bon-Papa qui devient le leader du duo, administrant généreusement des baffes à son petit-fils chaque fois que celui-ci ose défier son autorité. Ces gifles constituent un comique de répétition dans lequel la série baigne jusqu'à la fin. La personnalité de Barbe-Noire évolue désormais au fil des épisodes, au point de devenir celle d'un parfait imbécile.
À noter deux épisodes où Bon-Papa ne figurera pas : Dans la gueule du dragon et L'Or du « El Terrible » , sans doute parce que dans ces deux histoires, le scénario exigeait un Barbe-Noire redoutable et donc plus intelligent.
Parallèlement à sa série Le Vieux Nick, Marcel Remacle écrit en 1961 un scénario de la série Tif et Tondu pour Marcel Denis. Ce dernier a repris Tif et Tondu l'année précédente après le départ de Will pour le journal Tintin. Ce récit intitulé Ne tirez pas sur « Hippocampe » !, le second dessiné par Marcel Denis, est publié dans Spirou du no 1201 au no 1236. Marcel Remacle n'hésite pas à ridiculiser les personnages, en faisant de Tif un gaffeur complètement imbécile et de Tondu un alcoolique déprimé. Les gags et les situations rocambolesques se succèdent sur fond de sous-marin volé par une bande de pirates. Cette reprise n'est pas considérée comme une réussite par Dupuis, qui décide d'y mettre fin après cet épisode, sans jamais publier en album les deux histoires produites par Marcel Denis.

### Un auteur à gags
Loin des histoires pleines de bons sentiments qui sont la norme de l'époque, Marcel Remacle décide de faire des méchants les personnages centraux de sa série, pour mieux les ridiculiser. Le personnage du Vieux Nick, qui commence à être relégué dans une position secondaire, ne fait son apparition que lorsqu'il permet de débloquer un scénario. Les histoires du Vieux Nick ressemblent à une suite de gags suivant un scénario mince. Les grandes aventures maritimes s'effacent devant la bouffonnerie des personnages créés par Marcel Remacle. Dans le sixième épisode intitulé Dans la gueule du dragon, publié du no 1214 (20 juillet 1961) au no 1249 (22 mars 1962), apparaît le personnage de Sébastien, un redoutable harponneur, qui ne quittera plus le Vieux Nick. Dans l'histoire suivante Aux mains des Akwabons publiée du no 1259 (31 mai 1962) au no 1280 (25 octobre 1962), Marcel Remacle représente une course en chaise à porteurs digne des dessins animés d'Hanna-Barbera, puis aborde le sujet sensible qu'est le cannibalisme, mais les jeux de mots dont sont adeptes les cannibales, permettent de tourner le sujet à la gaudriole.
Dans l'histoire Sa majesté se rebiffe, publiée en 1963 dans Spirou du no 1298 au no 1319, la galerie des personnages s'agrandit avec la création du Roy Auguste III le Bien-Aimé, qui permet de placer l'univers de la série dans un cadre géographique. Elle se déroule en effet dans un royaume qui est un mélange entre l'Angleterre du XVIIIe siècle (le nom des localités et des officiers de marines ont une consonance anglaise) et le royaume de France de Louis XV. Ce refus de la part de Marcel Remacle d'inscrire le Vieux Nick dans un contexte historique, lui permet quelques fantaisies comme la création du royaume imaginaire de Bidulie.

### Le viking Hultrasson
En 1964, Marcel Remacle, Marcel Denis et Vicq s'associent pour créer une nouvelle série. Intitulée Hultrasson, elle met en scène un héros viking, opposé à un barbare stupide, nommé Sépadefasson, qui souhaite prendre la place du roi. La série repose sur un humour fou et sur un peu de fantastique, dans la lignée des séries précédentes de Marcel Remacle. Elle lui permet aussi de rester dans le registre maritime qui devient désormais sa marque. Le premier épisode, intitulé Fais-moi peur Viking, est publié dans le journal Spirou no 1351 du 5 mars 1964. Dans cette histoire, Hultrasson tente de guérir le roi Harald d'un terrible hoquet qui l'empêche de gouverner, alors que Sépadefasson essaye de profiter de la situation. L'histoire suivante, Hultrasson chez les Scots, publiée en 1965 du no 1402 au no 1423, met en scène les frères Hamesson qualifiés par le BDM de « triplés les plus stupides de la bande dessinée » qui s'allient à Sépadefasson pour dépouiller le pays des Scots. Dans la troisième et dernière grande histoire, intitulée Hultrasson perd le nord, publiée en 1966 du no 1485 au no 1506, les vikings victimes de la famine doivent aller en Naurmandie pour se ravitailler.
Marcel Remacle réalise le crayonné des planches d'Hultrasson et Marcel Denis l'encrage. Si Vicq écrit le scénario des deux premières histoires, Marcel Remacle et Marcel Denis ne prennent pas part à l'écriture, le troisième est écrit par Maurice Tillieux, car les disparitions à répétition de Vicq lassent les deux auteurs, qui ne parviennent plus à travailler avec lui. À l'issue de la troisième histoire, les deux auteurs se brouillent, puis des problèmes de santé obligent Marcel Denis à abandonner la bande dessinée. Marcel Remacle qui ne peut pas produire deux séries en même temps, sans nuire à la qualité de ses histoires, décide d'abandonner Hultrasson. Quelques années plus tard, Marcel Remacle vend la série Hultrasson à Dupuis et demande à Vittorio Leonardo de reprendre le dessin. Ce dernier accepte à condition de n'être pas obligé d'imiter le style de Remacle. Cette quatrième grande histoire, toujours scénarisée par Maurice Tillieux, est publiée en 1973 dans Spirou, puis en album l'année suivante. Mais la trop longue absence de la série l'a déjà condamnée à l'oubli, et cette quatrième histoire, intitulée L'Eau de politesse, est la dernière.

### Un auteur prolifique
Après l'arrêt de la série Hultrasson, Marcel Remacle consacre l'ensemble de son temps aux aventures du Vieux Nick et Barbe-Noire. De 1965 à 1970, il publie dans Spirou, cinq histoires « à suivre » de quarante-quatre planches du Vieux Nick, qui sont ensuite reprises en albums, en plus des histoires d'Hultrasson. Il produit aussi de nombreuses histoires courtes mettant en scène le personnage de Barbe-Noire accompagné de son grand-père, qui lui permettent de dessiner les nombreux gags dont il a l'idée, mais qu'il ne peut pas introduire dans une histoire longue. La maquette de la couverture du journal Spirou change en 1965. C'est désormais une grande illustration qui orne la première page de l'hebdomadaire et Marcel Remacle se plie évidemment à l'exercice. C'est durant cette période que Marcel Remacle quitte la capitale belge pour s'installer à Haltinne, même si son rêve premier était de s'installer dans les Ardennes.
Au début des années 1970, Maurice Tillieux écrit le scénario d'une histoire du Vieux Nick et Barbe-Noire, La Prise de Canapêche, qui est publiée en 1971 du no 1727 au no 1746 de Spirou. Beaucoup d'amateurs de bande dessinée considèrent cet épisode comme le plus drôle de la série. Elle met en scène Barbe-Noire et son bon-papa, qui profitent de la pension de vieillesse de ce dernier pour acheter un bateau et recruter un équipage afin de conquérir la cité fortifiée de Canapêche où sont stockées des richesses espagnoles. Pour y parvenir, Barbe-Noire s'habille comme les élèves du collège Saint-Remacle situé dans les murs de la cité, mais la ruse marche trop bien et il est obligé, comme les vrais pensionnaires, de se plier à la discipline stricte qui règne dans l'établissement.
Marcel Remacle connaît aussi un petit succès en Allemagne où ses histoires sont reprises par Rolf Kauka qui dirige de nombreux journaux de bandes dessinées allemands qui reprennent les classiques de la bande dessinée franco-belge. La série Le Vieux Nick et Barbe-Noire, rebaptisée Old Nick und Schwarzbart, est publiée dans un ordre aléatoire jusqu'en 1977. Suivent des publications en Espagne, Italie, Royaume-Uni, Yougoslavie, Scandinavie, Argentine, Grèce et même en Indonésie. Néanmoins, c'est à partir du milieu des années 1970 que la production de Marcel Remacle commence à ralentir. Si son trait ne faiblit jamais, l'inspiration commence à lui manquer et Maurice Tillieux, pris par d'autres séries, n'a plus le temps de lui écrire de nouvelles histoires.

### Nouveaux thèmes pourLe Vieux Nick
Au fil des épisodes du Vieux Nick, Barbe-Boire devient de plus en plus idiot à défaut d'être méchant. Marcel Remacle décide de réorienter la série vers l'aventure en y introduisant un nouveau méchant : un pirate nommé Lucifer. Son apparence est diabolique, avec une longue cape rouge et une cagoule munie de cornes. Son but est de s'associer aux meilleurs pirates pour dominer le monde. Il possède en outre une agilité et une technique de pillage redoutable. S'en prenant aussi bien au Vieux Nick qu'à Barbe-Noire, il provoque un sursaut d'orgueil chez ce dernier. Sa première apparition a lieu le 25 avril 1974 dans l'histoire Sous la griffe de Lucifer publiée dans le no 1880 du journal Spirou. Il apparait lors des quatre dernières longues histoires de la série, permettant à la série de renouer avec l'action comme à ses débuts. La Princesse et le pirate raconte l'enlèvement de la fille du Roy par Lucifer. Dans Le Mal étrange il utilise les services d'un savant biologiste pour que ses adversaires deviennent léthargiques. Enfin, dans L'Île rouge il est battu par Barbe-Noire aidé par des fantômes.
Ce retour au récit d'aventures est accompagné d'un renouveau de l'utilisation par Marcel Remacle de documentation sur la marine à voile. Entre 1977 et 1978, il publie dans Spirou quatre récits complets sur les conditions de vie des marins sur les grands navires de l'époque (sur les enfants employés comme mousse, puis sur les jeunes nobles) et sur l'ingénierie navale. Racontés par Barbe-Noire, ils sont teintés d'humour, tout en abordant des sujets sérieux. Ils sont publiés par la suite dans l'un des albums préférés de l'auteur : Sous les voiles. Dans ce même album, il crée un nouveau personnage teigneux nommé Hercule, qui devient le compagnon de cellule de Barbe-Noire. Il élabore des projets d'évasion plus saugrenus les uns que les autres, avec sa « tantine » comme complice. Ce trio fait l'objet de plusieurs histoires courtes réunies ensuite en 1981 dans l'album Barbe-Noire, Hercule et Cie.

### Fin de carrière
Au début des années 1980, Remacle doit se rendre à l'évidence, ses efforts pour donner un nouveau souffle à la série Le Vieux Nick et Barbe-Noire ne marchent pas et les ventes continuent de baisser. Malgré cela, il est mis à l'honneur dans le 79e numéro de La Bande à Bédé, rubrique consacrée aux bandes dessinées dans l'émission de télévision pour enfants Récré A2, diffusée sur la chaîne française Antenne 2. Il y est diffusé une semi-animation de dix minutes issue de cinq albums de la série.
En 1985, la famille Dupuis vend sa maison d'édition à la CNP. Le coup est rude pour Marcel Remacle, car la politique d'édition de Charles Dupuis était de publier les séries qui lui plaisent sans regarder la rentabilité. La politique des nouveaux propriétaires est complètement différente : pour eux, les albums doivent être rentables. Marcel Remacle est démotivé au point de ne plus rien produire entre 1985 et 1987, il livre ensuite 76 planches pour le journal Spirou jusqu'en 1990. Il n'est par contre plus publié en album, ses albums ne se vendant pas assez et finissant trop souvent au pilon.
Durant cette période de disette, il rencontre le peintre anglais David Little, lors d'une exposition à une galerie d'art que fréquente souvent le couple Remacle. David Little, également enseignant aux beaux-arts, prend Marcel Remacle comme élève pour ses cours de dessin et de peinture. Après trois ans sans rien produire, Marcel Remacle se remet à la bande dessinée. Il tente une reprise de sa première série Bobosse, mais les quatre planches qu'il dessine restent au fond de son tiroir, sans savoir si elles ont été présentées à un éditeur. Barbe-Noire fait son retour dans Spirou, avec quatre histoires complètes de huit planches chacune et une grande histoire « à suivre » titrée La Baleine jaune. Inspirée par le roman Moby Dick, elle met en scène le personnage de Barbe-Noire ivre de vengeance envers une baleine responsable de la perte de ses navires.
Marcel Remacle prend sa retraite en 1991, à l'âge de soixante-cinq ans. Son coloriste Vittorio Leonardo refuse que l'œuvre de Marcel Remacle tombe dans l'oubli. Il relance la publication du Vieux Nick et Barbe-Noire avec l'éditeur MC Productions, où six albums sont réédités sous le label Jourdan. Mais l'heure n'est pas encore à la nostalgie de l'âge d'or de la bande dessinée franco-belge et cette réédition est un échec commercial. Dans les années 1990, pour s'amuser, Marcel Remacle réalise seul pendant un an, l'adaptation en dessin animé de l'une de ses histoires Les Boucaniers. Il réalise notamment toutes les voix des personnages avec son fort accent wallon. Il meurt le 16 décembre 1999 dans sa 74e année à Ohey. Après sa mort, de petits maisons d'éditions republient ses œuvres.

### Famille et vie privée
Marcel Remacle épouse Raymonde Vannemberck au début des années 1950. Ensemble ils ont trois enfants : Francis, Jeannine et Évelyne, nés respectivement en 1953, 1955 et 1960. Ils habitent au début dans une maison à Saint-Servais dans la province de Namur. À la fin des années 1950, la famille déménage à Woluwe-Saint-Pierre, pour se rapprocher de la rédaction de Spirou située à Bruxelles. En 1964, la famille part s'installer dans la commune de Haltinne dans la province de Namur. Puis en 1979, Remacle s'installe dans un petit hameau de la commune d'Ohey, une région qu'il ne quitte plus, bien qu'il manifeste parfois l'envie d'aller vivre dans les Ardennes.

## Analyse

### Style

#### Style graphique
Marcel Remacle commence dans le métier en publiant des petits dessins humoristiques. Il ne possède alors par véritablement de style graphique et dessine plutôt d'instinct. En publiant pour les éditions Dupuis, il doit modifier son style pour s'accorder avec celui de ses collègues de l'école de Marcinelle. Il développe un style dynamique et en rondeur, où les personnages possèdent des « gros nez ». Pour les premières histoires de sa série Bobosse, Marcel Remacle enchaine les maladresses graphiques, en particulier lorsqu'il s'agit de représenter les animaux. Il prend conscience qu'il n'est pas un dessinateur animalier, ce qui se vérifiera dans la suite de sa carrière. Il améliore son style assez rapidement avec les précieux conseils de Morris, l'auteur de la série Lucky Luke. Il s'inspire de Morris pour représenter avec le noir les personnages et décors sous forme de silhouettes, rendant ainsi son dessin plus lisible.
À partir de l'histoire Les Mangeurs de citrons publiée en 1959, les conseils graphiques de Morris commencent à porter leurs fruits. Son trait s'épure et ses planches sont plus aérées en passant définitivement de quatre à cinq bandes.
Le style de Marcel Remacle est plus proche du théâtre que du cinéma. Son esprit est celui du théâtre burlesque où les scènes sont jouées pour attirer l'œil sur la gestuelle des personnes et sur le texte que sur le montage et les cadrages. Dans son œuvre, seuls les navires sont dessinés avec beaucoup de réalisme. Le reste du décor est une simple toile de fond sans profondeur de champ. Les personnages sont représentés comme des caricatures de marionnettes interchangeables aussi bien physiquement que vestimentairement. Son trait est raide, mais extrêmement lisible. Son coloriste Vittorio Leonardo considère Marcel Remacle comme un auteur capable d'exécuter un dessin sans construction préalable, ni crayonné, mais dont le dessin est mécanique, un peu répétitif, sans prouesse, et n'évoluant pas entre le premier et le dernier album.

#### Style d'écriture
Dans ses histoires, Marcel Remacle pratique d'abord le comique de situation. Sa première longue histoire, La Forêt silencieuse, est jugée trop puérile par le rédacteur en chef de Spirou, Yvan Delporte. Ce dernier l'aide, avec Peyo, à écrire le scénario des Évadés de Trifouillis, les gags s'enchainent alors à un rythme très soutenu.
À partir de l'histoire Les Mutinés de la Sémillante, Marcel Remacle crée le personnage de Bon-Papa, grand-père de Barbe-Noire. Il crée ainsi un duo comique dont les gags sont basés sur l'antagonisme entre les deux personnages, transformant Barbe-Noire en parfait imbécile qui suit son grand-père en protestant à peine, Bon-Papa n'hésitant pas à coller sans arrêt des baffes à son petit-fils pour lui rappeler qui détient l'autorité. La série devient de plus en plus burlesque, s'éloignant des standards de l'époque. Marcel Remacle n'hésite pas à faire du méchant le personnage central dans ses histoires, pour mieux le ridiculiser sans le diaboliser. Au fil des épisodes, tous les personnages deviennent de plus en plus imbéciles, à l'image des officiers qui deviennent lâches et efféminés, pleurnichant à la moindre difficulté. Seul le vieux Nick reste digne, raison pour laquelle Marcel Remacle s'en désintéresse au point de ne l'utiliser que pour les besoins du scénario.
La série Le Vieux Nick et Barbe-Noire devient même par moments une suite de gags très lourds avec une intrigue minime, abandonnant le style aventure en haute mer qui caractérisait la série à ses débuts.
Lorsque Remacle scénarise une histoire de Tif et Tondu pour Marcel Denis intitulée Ne tirez pas sur « Hippocampe » !, il reproduit le schéma du duo gaffeur avec un Tif à la limite de la bêtise et un Tondu alcoolique. Il enchaîne les gags à un rythme soutenu au détriment de la qualité de l'histoire.
La série Hultrasson repose quant à elle sur un humour fou et un héros plein de bonhomie opposé à un méchant idiot comme Marcel Remacle sait les mettre en scène.
Marcel Remacle déclare imaginer des gags plutôt qu'écrire une intrigue. Pour lui, l'histoire n'est qu'un support pour donner vie aux nombreux gags qu'il a en tête. À partir des années 1970, il écrit beaucoup d'histoires courtes du Vieux Nick et Barbe-Noire pour placer les gags qui ne peuvent s'insérer dans les grandes histoires.
Il est parfois aidé dans l'écriture par Marcel Denis, par Vicq ou par Maurice Tillieux.
Marcel Remacle écrit ses scénarios par bribes. Il ne construit pas son histoire de manière globale, mais écrit des fragments qui, une fois assemblés, composent un ensemble cohérent. Cette manière de précéder déroutait son coloriste Vittorio Leonardo, qui devait rester très attentif aux multiples changements d'atmosphère avant de choisir ses couleurs.

### Formation et influence
Marcel Remacle est autodidacte. Si ses premiers dessins sont sans influence dans leurs styles, très rapidement il s'inspire de ses collègues. Il admire le style de Morris, l'auteur de Lucky Luke, pour l'élégance, le dynamisme de son trait et son habileté graphique. Morris n'hésite pas à fournir des conseillers à Marcel Remacle pour qu'il améliore son style, en lui disant notamment de travailler d'instinct. Il utilise aussi la technique de Morris d'utiliser le noir pour réduire les décors et les personnages sous forme de silhouette. Il apprécie l'œuvre animalière de Raymond Macherot qui l'influence pour ses propres créations, notamment sa série Bobosse qui met en scène un petit chien qui a aussi probablement une inspiration du côté de Walt Disney.

### Un auteur discret
Collaborateur régulier à Spirou, Marcel Remacle aura vécu en reclus, envoyant ses planches par la poste à son éditeur. Il est qualifié de timide par certains, d'homme peu commode, voire bougon, par les autres. À partir du milieu des années 1960, il ne fait pratiquement plus de séances de dédicaces en public (en revanche il répond volontiers aux demandes de dédicaces par courrier) et décline les sollicitations des fanzines qui voudraient écrire sur lui. Au début de sa carrière, il passe au moins une fois par semaine chez Morris, qu'il admire, et fréquente aussi Lambil, Jamic, Guy Bara, Maurice Tillieux, Vittorio Leonardo ou encore André Franquin. Au fil des années, il est de moins en moins en contact avec ses collègues, hormis Marcel Denis. Les auteurs qui l'ont fréquenté disent de lui qu'il cherche une reconnaissance pour son travail de la part des lecteurs, mais aussi de ses pairs ; que son caractère pessimiste et inquiet le rend parfois agressif, et qu'il aime faire des plaisanteries de mauvais goût. Lorsqu'il meurt en 1999, son hommage dans le journal Spirou se limite à une seule page, écrite par le rédacteur en chef de l'époque Thierry Tinlot. Celui-ci y vante sa grande discrétion et mentionne le fait que personne dans l'actuelle rédaction ne l'avait rencontré. Même son ancien rédacteur en chef Thierry Martens ne l'avait croisé que deux fois.

## Œuvre

### Historique de publication
Marcel Remacle a produit plus de 1 800 planches de bandes dessinées en trente-cinq ans de carrière. D'après son coloriste Vittorio Leonardo, Marcel Remacle n'a jamais connu un succès commercial comparable à celui de ses collègues de l'âge d'or de Spirou. Si les ventes marchaient bien au début, même modestement, elles ont décliné lentement au fil des albums.
En collaboration avec Morris, il offre deux bricolages à monter soi-même aux lecteurs de Spirou. Le premier met en scène le Vieux Nick en bateau dans le no 1092 du 19 mars 1959 et le deuxième les frères Dalton qu'il dessine lui-même, dans le no 1102 du 28 mai 1959.
Le premier album du Vieux Nick, intitulé Pavillons noirs, sorti en 1960, est censuré en France pour avoir traité la piraterie de manière positive. La même année, dans le no 1159 spécial vacances, il pastiche Lucky Luke dans une double planche mettant en scène les Dalton, intitulée Rapt au Far West.
De 1960 à 1965, il publie neuf mini-récits dans le journal Spirou, dont quatre sont repris dans le huitième album de la collection « Gag de Poche » intitulé L'Humour prend la mer.
La popularité du personnage de Barbe-Noire fait qu'à partir du onzième album, Les Boucaniers, la série change définitivement de nom pour devenir Le Vieux Nick et Barbe-Noire.

### Albums
Première édition des séries régulières.

#### Bobosse
- La Forêt silencieuse, Dupuis, coll. « Gag de Poche », Marcinelle, 1966
Scénario et dessin : Marcel Remacle - Couleurs : noir et blanc,no 51 de la collection.
- 1. La Forêt silencieuse - À la niche !, Le Coffre à BD, Tournefeuille, octobre 2005
Scénario et dessin : Marcel Remacle - Couleurs : quadrichromie -  (ISBN 2-350-07015-8)
- 2. Les Évadés de Trifouillis, Le Coffre à BD, Tournefeuille, janvier 2007
Scénario et dessin : Marcel Remacle - Couleurs : quadrichromie -  (ISBN 2-350-07043-3)

#### Hultrasson
- 1. Fais moi peur, viking !, Dupuis, Marcinelle, 1965
Scénario : Vicq - Dessin : Marcel Remacle - Couleurs : quadrichromie
- 2. Hultrasson chez les Scots, Dupuis, Marcinelle, 1966
Scénario : Vicq - Dessin : Marcel Remacle - Couleurs : quadrichromie
- 3. Hultrasson perd le nord, Dupuis, Marcinelle, 1968
Scénario : Maurice Tillieux - Dessin : Marcel Remacle - Couleurs : quadrichromie

#### Le Vieux Nick et Barbe-Noire
- 1. Pavillons noirs, Dupuis, Marcinelle, 1960
Scénario et dessin : Marcel Remacle - Couleurs : quadrichromie
- 2. Le Vaisseau du Diable, Dupuis, Marcinelle, 1960
Scénario et dessin : Marcel Remacle
- 3. Les Mangeurs de citrons, Dupuis, Marcinelle, 1961
Scénario et dessin : Marcel Remacle
- 4. L'Île de la main ouverte, Dupuis, Marcinelle, 1962
Scénario : Vicq - Dessin : Marcel Remacle
- 5. Les Mutinés de la Sémillante, Dupuis, Marcinelle, 1962
Scénario et dessin : Marcel Remacle - Couleurs : quadrichromie
- 6. Dans la gueule du dragon, Dupuis, Marcinelle, 1963
Scénario et dessin : Marcel Remacle - Couleurs : quadrichromie
- 7. Aux mains des Akwabons, Dupuis, Marcinelle, 1964
Scénario et dessin : Marcel Remacle - Couleurs : quadrichromie
- 8. Sa Majesté se rebiffe, Dupuis, Marcinelle, 1964
Scénario et dessin : Marcel Remacle - Couleurs : quadrichromie
- 9. L'Or du « El Terrible », Dupuis, Marcinelle, 1965
Scénario et dessin : Marcel Remacle - Couleurs : quadrichromie
- 10. Le Trois-mâts fantôme, Dupuis, Marcinelle, 1967
Scénario et dessin : Marcel Remacle - Couleurs : quadrichromie
- 11. Les Boucaniers, Dupuis, Marcinelle, 1967
Scénario et dessin : Marcel Remacle - Couleurs : quadrichromie
- 12. Barbe-Noire et les indiens, Dupuis, Marcinelle, 1968
Scénario et dessin : Marcel Remacle - Couleurs : quadrichromie
- 13. Les Mésaventures de Barbe-Noire, Dupuis, Marcinelle, 1969
Scénario et dessin : Marcel Remacle - Couleurs : quadrichromie
- 14. Les Commandos du roy, Dupuis, Marcinelle, 1969
Scénario : Marcel Remacle, Marcel Denis - Dessin : Marcel Remacle - Couleurs : quadrichromie
- 15. Barbe-Noire aubergiste, Dupuis, Marcinelle, 1971
Scénario : Marcel Remacle, Marcel Denis - Dessin : Marcel Remacle - Couleurs : quadrichromie

### Collectifs
- Contes de Noël du journal Spirou 1955-1969, Dupuis, coll. « Patrimoine », Marcinelle, 27 novembre 2020
Scénario : collectif - Dessin : collectif dont Marcel Remacle - Couleurs : quadrichromie -  (ISBN 979-10-34738-18-2)

### Artbook
- Christelle Pissavy-Yvernault et Bertrand Pissavy-Yvernault, Franquin, Morris, Jijé, Sempé... : 200 couvertures inédites pour le journal Le Moustique, Marcinelle, Dupuis, 1er novembre 2015, 312 p., ill. ; 29,8 cm (ISBN 978-2-8001-6571-4, présentation en ligne).

## Hommage
À sa mort en 1999, le journal Spirou publie un hommage écrit par le rédacteur en chef de l'époque Thierry Tinlot. Marcel Remacle y est désigné comme « l'un des ténors de la bande dessinée classique » et « d'avoir fait rire plusieurs générations d'impertinents gamins ».

#### Livres
: document utilisé comme source pour la rédaction de cet article.
- Jean Van Hamme, Introduction à la bande dessinée belge, Bruxelles, Bibliothèque royale de Belgique, 1968, 80 p., ill. ; 26 cm (lire en ligne), p. 42[catalogue] publié à l'occasion de l'exposition La bande dessinée en Belgique, Bibliothèque Albert Ier, [Bruxelles], du 29 juin au 25 août 1968.
- Jacques Fiérain, « Remacle, Marcel », dans La BD dans les provinces de Liège, Namur et Luxembourg, Charleroi, Éd. l'Âge d'or, 2004, 112 p., ill. ; 31 cm (ISBN 9782960019698, OCLC 470388297, présentation en ligne), p. 89.
- Patrick Gaumer, « Remacle Marcel », dans Dictionnaire mondial de la BD, Paris, Larousse, 2010, 953 p., ill. ; 27 cm (ISBN 978-2-0358-4331-9 et 2-0358-4331-6, OCLC 920924930, présentation en ligne), p. 718. .
- Christian Jasmes, Les archives BDTrésor : spécial Remacle, Montrouge, de Varly, 2013, 62 p. (ISBN 978-2-8228-0019-8), p. 2 à 43.
- François Ayrolles, « Remacle quitte la coiffure », dans Moments clés du journal de Spirou 1937-1985, Marcinelle, Dupuis, coll. « Patrimoine », 2 mars 2018, 312 p., ill. ; 20,8 cm (ISBN 9782800171142 et 2800171146, OCLC 1034784873, présentation en ligne), p. 177-178.

#### Périodiques
- François-Xavier Burdeyron, L'Âge d'or du journal Spirou, Marseille, Bédésup, 1988, 128 p., p. 71 à 75
- Christian Jasmes, « Entretien avec Marcel Denis », L'Âge d'Or, no 27,‎ avril-mai-juin 1993, p. 21 à 33
- Louis Cance, « Remember Marcel Remacle », Hop !, AEMEGBD, no 84,‎ octobre 1999 (ISSN 0768-9357)
- Thierry Tinlot, « Marcel Remacle est parti à l'abordage », Spirou, no 3228,‎ 23 février 2000, p. 22
- Alain De Kuyssche, « Les aventures d'un journal : Bobosse, le roquet aux longues oreilles », Spirou, Dupuis, no 3670,‎ 13 août 2008, p. 21
- Henri Filippini, « Le Vieux Nick. Le troisième âge prend la mer », dBD, no 42,‎ avril 2010, p. 92 à 95
- Hugues Dayez, « Les aventures d'un journal : Et Remacle créa "le Vieux Nick" », Spirou, Dupuis, no 4085,‎ 27 juillet 2016, p. 27 (ISSN 0771-8071).

#### Articles
- Xavier Diskeuve, « Marcel Remacle et Barbe-Noire le pirate ont pris leur retraite à Libois », Vers l'Avenir, no 153,‎ 3 juillet 1991, p. 1 à 3.